# Agrotis crassa
Agrotis bigramma là một loài bướm đêm trong họ Noctuidae.

## Hình ảnh

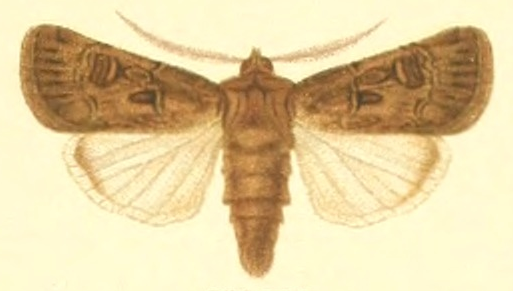
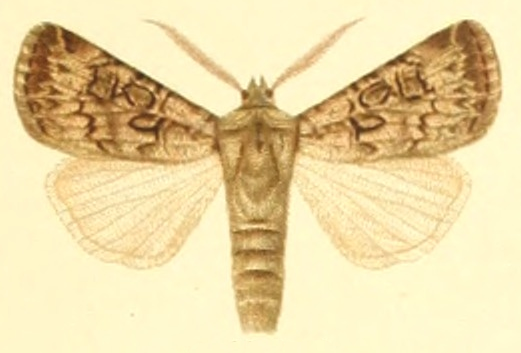
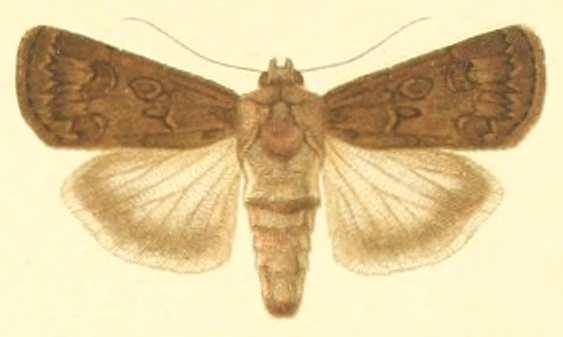